# Juan de Lascaris-Castellar

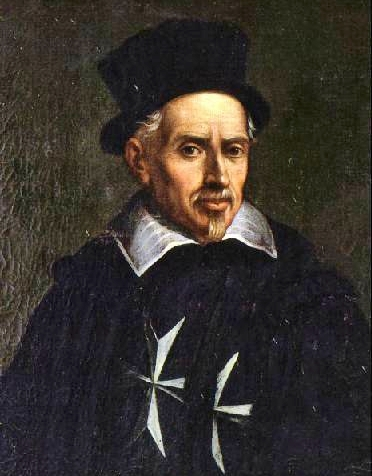
Juan de Lascaris-Castellar

Juan Lascaris de Castellar y Ventimiglia (Castellar, 28 de junio de 1560-La Valeta, 14 de agosto de 1657) fue Gran maestre de la Orden de Malta desde 1636 hasta 1657. 

## Biografía
Juan Lascaris Castellar era un descendiente de la antigua y noble familia de los Lascaris de Ventimiglia, descendientes por línea femenina de los emperadores de Nicea.
Conoció la Orden de Malta al ser enviado por el Conde de Ventimiglia, y más tarde se convirtió en embajador en la corte real de Madrid y del virrey, en Palermo. Juan Pablo se convirtió en un caballero en la "Lengua" de la Provenza en 1584. Fue sucesivamente administrador de Manosque, Senescal de Malta, y por último 57.º Gran Maestre. Fundó un priorato de la Orden de Malta en favor de su sobrino, el conde de Ventimiglia, que se encuentra en S. Margarita de Lucéram.
Elegido Gran Maestre el 12 de junio de 1636, se tuvo que enfrentar a muchos desafíos en su época, especialmente los dominantes en ese tiempo y frenar al reinado expansionista de Luis XIV y, anteriormente, España, teniendo éxito en mantener la posición de independencia de los Caballeros Hospitalarios.
Murió 14 de agosto de 1657 en Malta.
| Predecesor: Antoine de Paule | Gran maestre de la Orden de Malta 1636-1657 | Sucesor: Martín de Redín |

- Datos: Q952234
- Multimedia: Giovanni Paolo Lascaris di Ventimiglia e Castellar / Q952234